# (15230) Alona
(15230) Alona est un astéroïde de la ceinture principale.

## Description
(15230) Alona est un astéroïde de la ceinture principale. Il fut découvert le 13 septembre 1987 à La Silla par Henri Debehogne. Il présente une orbite caractérisée par un demi-grand axe de 2,28 UA, une excentricité de 0,16 et une inclinaison de 5,4° par rapport à l'écliptique.

## Compléments